# Maria João Cantinho
Maria João de Oliveira Sequeira Cantinho (Lisboa, 1963) é uma autora portuguesa. É poeta, crítica literária e ensaísta.
Defendeu tese de doutoramento em Filosofia Contemporânea na Universidade Nova de Lisboa. É investigadora do Centro de Filosofia da Faculdade de Letras da Universidade de Lisboa e colaboradora do Collège d'Études Juives da Universidade da Sorbonne. É professora do Ensino Secundário e foi professora do IADE (Creative University of Lisbon) entre 2011 e 2016. Colaborou na  Revista Colóquio-Letras, colaborou com a Revista Relâmpago, Mea Libra, Golpe d'Asa, PensamentoDiverso, Philosophica, Revista de História das Ideias (Universidade de Coimbra) e em diversas revistas literárias e académicas e membro do Conselho Editorial do Caderno do Grupo de Estudos Walter Benjamin GEWEBE.
Foi Professora Visitante no Brasil em 2013 (Brasília, Goiânia e Rio de janeiro), tendo apresentado diversas conferências internacionais (Brasil, França, Inglaterra, Alemanha, Índia, Espanha, etc), assim como tem publicado vários ensaios em livros colectivos e em revistas internacionais de literatura e de filosofia. Tem igualmente organizado vários congressos, consagrados ao pensamento de María Zambrano (2006), Walter Benjamin (2008), Levinas (2009), Paul Celan (2012).
Recebeu o Prémio de Apoio à Edição de Ensaio 2002 da Direcção-Geral do Livro e das Bibliotecas, dependente do Ministério da Cultura pela sua tese de mestrado: O Anjo Melancólico: Ensaio sobre o Conceito de Alegoria na obra de Walter Benjamin.
Foi membro da Direcção do PEN Clube Português, sócia da APE (Associação Portuguesa de Escritores) desde 2014 e da APCL (Associação Portuguesa de Críticos Literários).
Desde 2011 que integra Júris literários, nomeadamente dos Prémios de Poesia, de Ficção e de Ensaio do Pen Clube Português, do Prémio Jacinto Prado Coelho da APCL, do Prémio Biografia, da APE e do Grande Prémio da Narrativa da APE. Foi Júri, também do Prémio Oceanos, em 2017, 2018 e 2019, 2020, 2021.
Além da colaboração em revistas internacionais de literatura e de filosofia (Brasil, França, Itália, Espanha) coordenou antologias de Poesia para revistas como Lichtungen (Áustria) e Blanco Móvil (México). Foi directora da Revista Café com Letras e é actualmente editora da Revista Caliban.Foi agraciada com o Prémio literário Glória de Sant'Anna (2017) e nomeada como finalista do Prémio Telecom em 2006, pela sua obra Caligafia da Solidão (Editora Escrituras, 2005). Foi nomeada como finalista do Prémio PEN na Modalidade de Poesia, pela sua obra Do Ínfimo (Editora Coisas de Ler, 2016), em 2017. Recebeu o Prémio Pen Clube Português na modalidade de Ensaio pelo seu livro Walter Benjamin; Melancolia e Revolução. Está representada em várias antologias (Espanha, México, Brasil, França, Roménia, Itália, Hungria). É directora da Revista Caliban desde o início. 
É curadora da Colecção Trás-os-Mares, que edita autores portugueses no Brasil, através da Editora Circuito, com o escritor e editor Renato Rezende. É igualmente curadora da Colecção MU - Continente Perdido, da Editora Exclamação. 
Representou Portugal em vários Festivais de Poesia e de Literatura, como Lodève (Voix Vives du Mediterranée, 2005), Bienal Internacional do Livro de Pernambuco, 2009), Sète (Voix Vives du Mediterranée, 2011), Sidi Bou-Said (Voix Vives du Mediterranée, 2014), Festival International de Poésie de Marrakech, 2015, Festival de poesia de Sète (Voix Vives du Mediterranée) em 2017 e 2024, Festival de Poésie de Génova (Voix Vives du Mediterranée) em 2018. Esteve representada no Festival de Poesia na Roménia (Braila e Tulcea) em 2019.  Esteve como convidada na Universidade de Poitiers, a convite do Instituto Camões, na Universidade de Hamburgo, também a convite do instituto Camões.

## Obra

### Ensaio
- O Anjo Melancólico: Conceito de Alegoria na Obra de Walter Benjamin[9], Lisboa, Angelus Novus, 2002.
- Reflexões Em torno de Maria Zambrano[10], Lisboa, Câmara de Lisboa, 2007. (Co-editado por Maria João Cantinho, Maria João Cabrita e Isabel Lousada).
- Reconhecimento e Hospitalidade, Lisboa, Edições 70, 2011 (co-editado por Maria João Cantinho, Maria Lucília Marcos, Paulo Barcelos).
- Paul Celan: Da Ética do Silêncio à Poética do Encontro, Lisboa, Edições Centro de Filosofia, 2015 (co-editado por Cristina Beckert, Maria João Cantinho, Carlos João Correia e Ricardo Gil Soeiro).
- Sousa Dias, Pré-Apocalypse Now: Diálogo com Maria João Cantinho sobre Política, Estética e Filosofia, Editora Documenta, Lisboa, 2016.
- Cantinho, Maria João, Walter Benjamin: Melancolia e Revolução, Editora Exclamação, Porto, 2019. (galardoado com o Prémio PEN Ensaio 2020).
- Cantinho, Maria João, A Dança da Metamorfose, editora Húmus, Porto, 2021.
- Cantinho, Maria João, Walter Benjamin: Messianismo e Revolução, Circuito editora, 2021.
- Cantinho, Maria João, Cosmopolitismo e Rêverie, editora Poets and Dragons Society, LIsboa, 2023.

### Poesia
- Abrirás a Noite com um Sulco,[11] Lisboa, Editora Hugins, 2001 (Menção honrosa do Prémio da Associação Fernando Pessoa, 2001)
- Sílabas de Água,[11] Lisboa, editora Ver o Verso, 2005 (com a artista plástica Ana Calhau).
- O Traço do Anjo, Porto, Editora Edium, 2011.
- Do Ínfimo, Ed. Coisas de Ler, Lisboa, 2016. (galardoado com o Prémio Glória de Sant'Anna).
- Do Ínfimo, editora Penalux, São Paulo, 2018.
- Escopro e Luz, editora Penalux, São Paulo, 2021.
- Escopro e Luz, editora Labirinto, Fafe, 2022.
- Tem de ser navegando a longa noite, editora Exclamação, Porto, 2023.
- Ofício Novo, editora Húmus, Porto, 2024.
- Avant cela il y avait l'ombre, Jacques-André éditeur, Marmande, 2024.

### Antologias de Poesia
- Cintilações da Sombra II, Lisboa, Labirinto Editora, 2013 (Editada por Victor Oliveira Mateus).
- La Alquimia del Fuego, Madrid, 2014.
- 70 Poemas para Adorno, Nova Delphi, Lisboa, 2015.
- La Otra, 2017.
- Europoesia, Antologia de poesia, Braila, 20
- Sombras de Porcelana Brava, Editora Vaso Roto, Madrid, 2021.
- Poemas para Mario Botas, Editora Volta de Mar, Nazaré, 2021.
- Poemas para Maria Judite de Carvalho, editora Poética, Braga, 2021.

### Ficção
- A Garça, Leiria, edições Diferença, 2001.[11]
- Caligrafia da Solidão, S.Paulo, Editora Escrituras, 2006. (Nomeada como finalista ao Prémio Telecom).
- Cantos de Solidão, Porto, Editora Ver o Verso, 2006.
- Asas de Saturno, Porto, Editora Exclamação, 2020.
- Asas de Saturno, Editora Circuito, S. Paulo, 2020.

#### Literatura Infantil
- A História do Palhaço Bonifácio, Porto, Editora Ver o Verso, 2006.
- Os Sete Irmãos, Porto, Editora Ver o Verso, 2008.

### Tradução
- Coustine, Cartas da Rússia, Imprensa Universitária, Lisboa, 2017.
- Portante, Jean, Mrs Haroy ou a memória da baleia, Editora Exclamação, Porto, 2018.
- Petocz, András, Felina, Editora Poets and Dragons, Lisboa, 2022.
- Portante, Jean, Depois do Tremor, Editora Exclamação, Porto, 2023.